# Tempesta Vaia nel Triveneto
La tempesta Vaia è stato un evento meteorologico estremo che ha interessato il nord-est italiano (in particolare l'area montana delle Dolomiti e delle Prealpi Venete) dal 26 al 30 ottobre 2018. L'evento si è originato a seguito di una perturbazione di origine atlantica che, nel quadro di una forte ondata di maltempo sull'Italia (interessando anche le vicine regioni di Svizzera, Austria e Slovenia), ha portato sulla regione vento fortissimo e piogge persistenti.
L'evento è erroneamente conosciuto con l'appellativo di "tempesta" (grado 10 nella Scala di Beaufort), ma i venti hanno raggiunto le velocità "uragano" (grado 12), venti che comunemente si originano solo su acque tropicali o subtropicali del pianeta. 
Il fortissimo vento caldo di scirocco, soffiando tra i 100 e i 200 km/h per diverse ore, ha provocato la caduta di milioni di alberi, con la conseguente distruzione di decine di migliaia di ettari di foreste alpine di conifere, configurandosi dunque come un vero e proprio disastro naturale: l'Unità di crisi attivata dalla Regione del Veneto ha catalogato l'evento come peggiore rispetto all'alluvione di Venezia del 4 novembre 1966 (che comunque interessò tutta la Regione), all'alluvione del Veneto del 2010 e ad altri precedenti eventi meteorologici registrati sul territorio.

## Eventi

La tempesta denominata Adrian o anche Vaia del 29 ottobre 2018 ripresa dai satelliti EUMETSAT

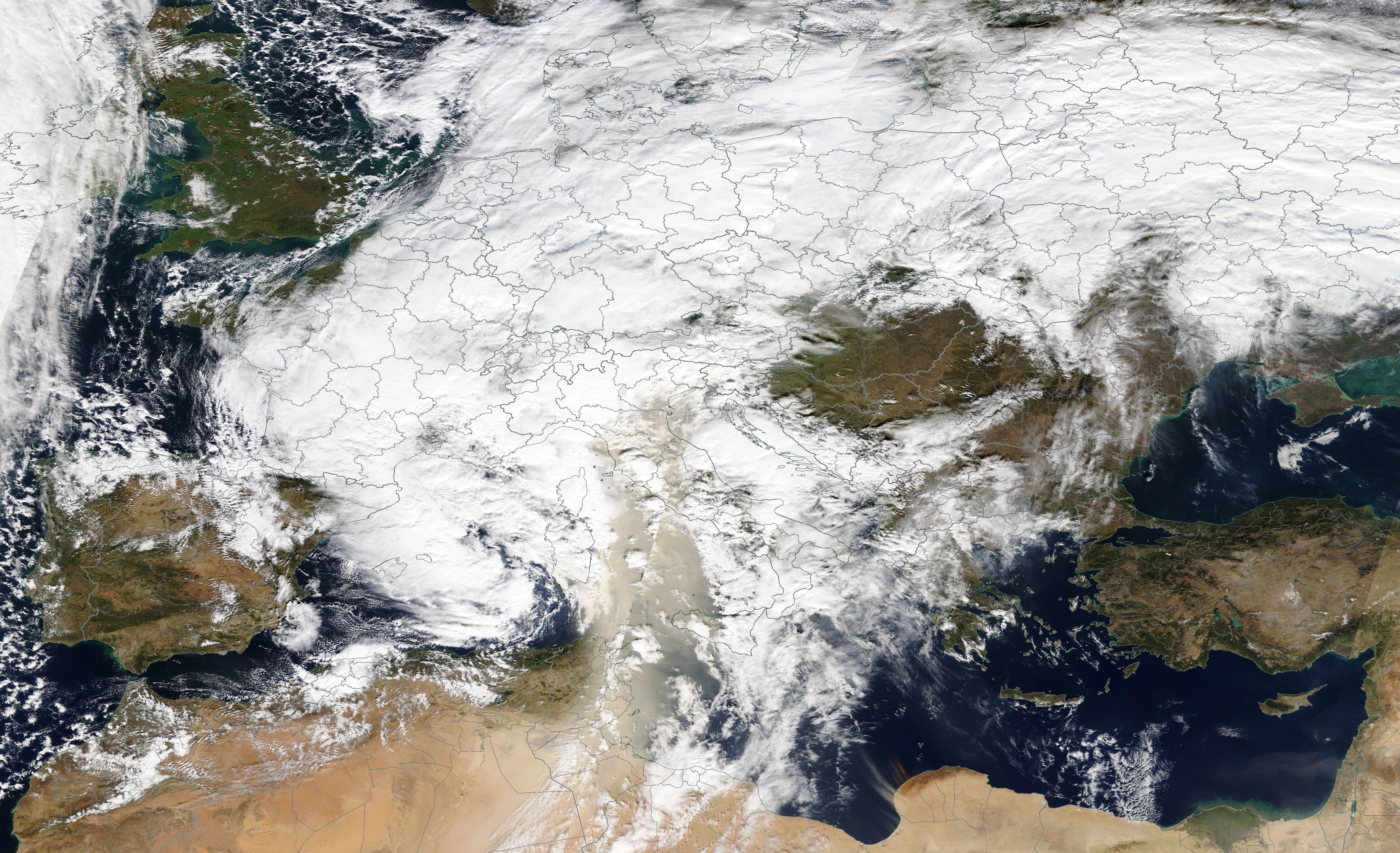
Istantanea da satellite

Alle ore 14 del 26 ottobre la protezione civile della Regione Veneto aveva deciso di emanare l'allerta rossa per parte della rete idrogeologica regionale. In particolare preoccupava la situazione nella zona di Taibon, dove un vasto incendio (il più importante registrato in Veneto negli ultimi decenni), scoppiato il 24 ottobre, aveva bruciato circa 650 ettari di foreste compromettendo la stabilità del terreno. Il 28 ottobre poi, a seguito degli aggiornamenti meteo, su quasi tutta la regione Veneto venne estesa l'allerta rossa di elevata criticità di rischio idraulico e idrogeologico.

### Pioggia
Caddero al suolo in soli tre giorni (27, 28 e 29 ottobre) sulle aree montane del Veneto e del Trentino fino a 715,8 mm di pioggia registrati nella stazione di rilevamento a Soffranco (Longarone), superando i dati del 1966 e ben 870 mm a Forni di Sotto sulle Prealpi carniche in Friuli. Per diverse stazioni del bellunese, i quantitativi di pioggia caduti durante l'evento hanno costituito un record assoluto da quando l'Agenzia regionale per la protezione ambientale ha incominciato il monitoraggio pluviometrico sul territorio (ossia dal 1992).
L'alluvione ha coinvolto alcuni comuni veneti, trentini e friulani ma anche lombardi. Le zone più colpite sono state quelle dell'Agordino, del Cadore, del Feltrino, del Comelico, della Carnia, della Val di Fassa e Val di Fiemme. Le forti e abbondanti piogge hanno fatto straripare i fiumi Piave e Brenta mentre per evitare lo straripamento del fiume Adige è stata aperta la galleria Adige-Garda. In ambiente montano sono esondati diversi torrenti e gli smottamenti sono stati numerosi. È tracimato anche il lago di Alleghe.

### Vento

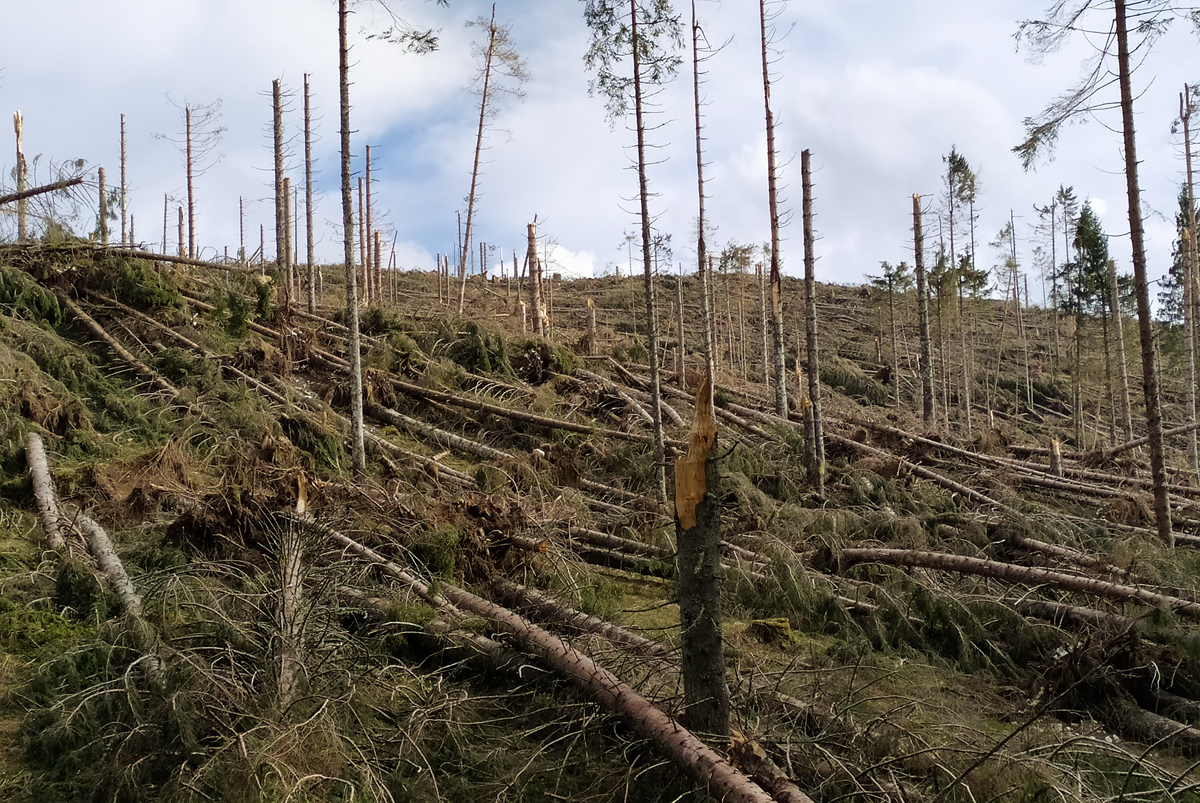
Schianti sulla piana di Marcesina, Altopiano dei Sette Comuni. La zona è stata tra le più colpite con 14 milioni di alberi caduti

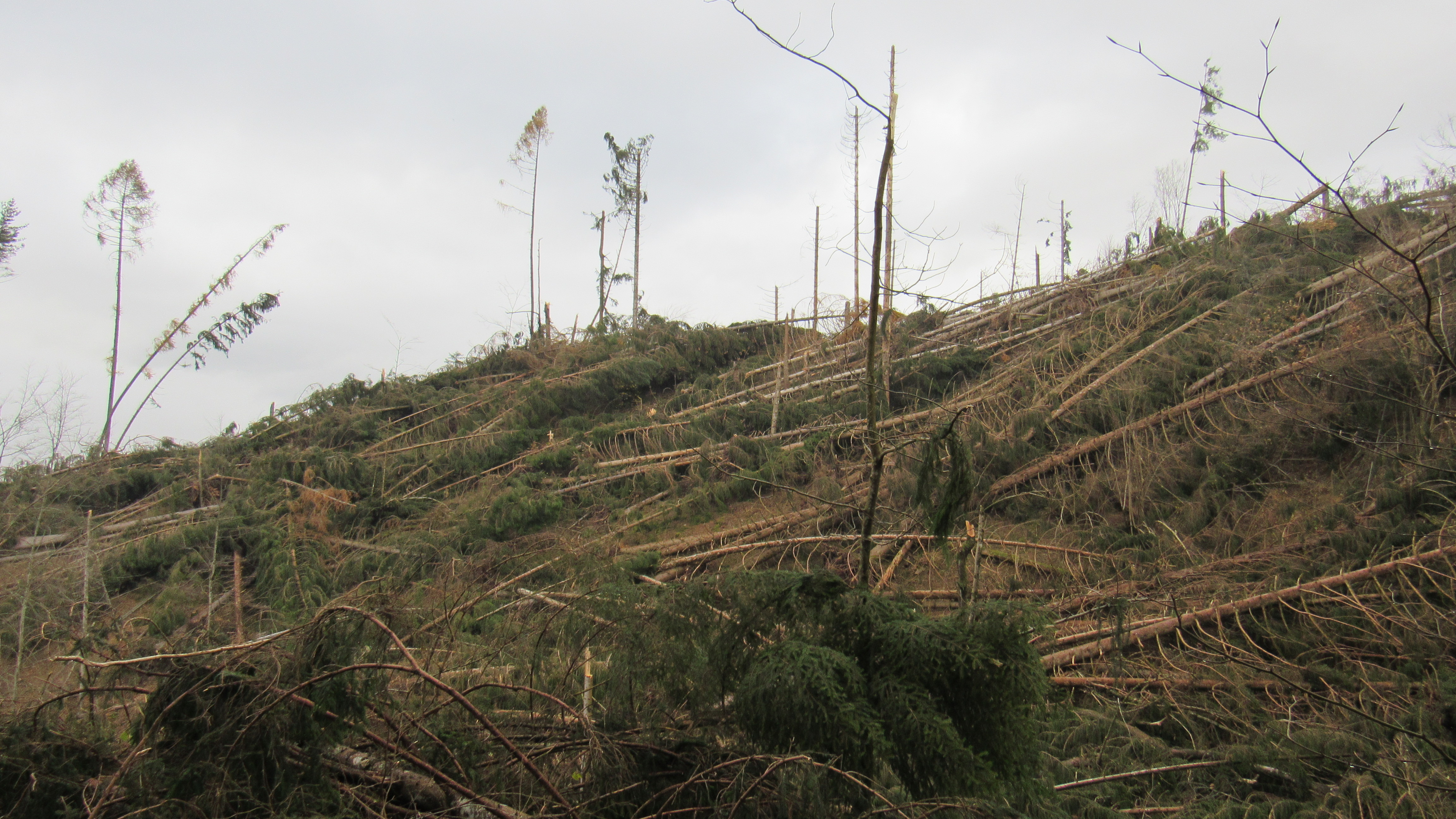
Alberi sradicati in località Scandorlai presso il Dosso di Costalta, Baselga di Piné

Il vento di scirocco ha toccato il 29 ottobre (valore istantaneo riportato a 10 m dal suolo) raffiche in Veneto di 192,24 km/h registrate dalla stazione Arpa del monte Cesen e di 166,68 km/h dall'omologa stazione del monte Verena mentre in Carnia si sono toccati i 200 km/h e i 170 km/h rispettivamente nelle stazioni Osmer di Cima Rest e di Col Gallina (Polcenigo). 
In Trentino, sul Passo Rolle, il vento ha raggiunto i 217,3 km/h. Le fortissime raffiche, paragonabili secondo l'alpinista Reinhold Messner a venti che si registrano sul monte Everest (molto intensi anche i venti medi che hanno soffiato spesso superando i valori più alti della scala di Beaufort, tra "tempesta violenta" e "uragano"), hanno determinato la morte di numerosissimi alberi e in diversi casi l'abbattimento di intere foreste. 
Le zone più colpite dal vento sono state l'Altopiano dei Sette Comuni (soprattutto la Val d'Assa e la Piana di Marcesina), la Val Visdende, l'Agordino (Alleghe, Canale d'Agordo con la Valle di Gares, Colle Santa Lucia, Falcade con la Valle del Biois, Rocca Pietore e l'intera Valle di San Lucano a Taibon Agordino), l'area circostante il Lago di Carezza, le Valli di Fassa e di Fiemme (in particolare Paneveggio) e l'Altopiano di Piné oltre che varie zone della catena del Lagorai. Anche parte della Regione Lombardia (soprattutto la Valcamonica) è stata interessata dagli eventi, le zone più colpite sono state il Passo Crocedomini nel comune di Bienno e i comuni di Paspardo e Cimbergo, nonché diverse aree nei Comuni di Sonico e Ponte di Legno.
In particolare proprio a causa dell'eradicazione di numerosi alberi lungo le linee elettriche ma anche a seguito del crollo di piloni, si registrarono fortissimi disagi alla distribuzione di corrente elettrica su tutto il territorio montano del Triveneto, tanto che il 30 ottobre Terna, Enel e SET Distribuzione avevano con difficoltà rialimentato 200 000 utenze fra Veneto e Friuli, ma il 31 ottobre le utenze senza energia elettrica erano ancora 10 000 in Carnia, 3 000 nel Trentino orientale (Val di Fiemme e Val di Fassa) e 8 600 nel vicentino (in particolare sull'Altopiano dei Sette Comuni).

### Maree eccezionali
Sempre nel contesto di questa tempesta, il 29 ottobre si sono verificati due eventi di alta marea eccezionale che hanno interessato il centro storico di Venezia: il primo ha raggiunto il picco di 156 cm alle ore 14:40 mentre il secondo, causato da un temporale accompagnato da forti venti, ha toccato il picco di 148 cm alle 20:25. Il massimo contributo meteorologico (o residuo) raggiunse valori paragonabili o leggermente inferiori all'evento straordinario del 1966 facendo misurare quasi  160 cm di residuo. La minima di marea risulta essere la più alta della storia veneziana con +119 cm.

## Danni
La stima definitiva dei danni in Friuli-Venezia Giulia, secondo la protezione civile regionale, ammonta a 615 milioni di euro. In Veneto (la Regione più colpita) i danni sono stati valutati in 1,769 miliardi di euro mentre le stime per il Trentino sono sui 250-300 milioni di euro e 85,4 milioni in Alto Adige. In Lombardia le stime sono sui 40 milioni di euro di danni. 
Per quanto concerne le foreste, a causa del vento secondo le stime sono stati abbattuti 14 milioni di alberi (dato mai registrato in epoca recente in Italia) su una superficie di 41 000 ettari. In Lombardia, le superfici boscate danneggiate sono state individuate dalla Regione con fotointerpretazione delle immagini del satellite Sentinel dell'Unione europea e sono visualizzabili sul Geoportale della Lombardia.